# Oldenswort
Oldenswort är en kommun (gemeinde) vid floden Eider i Nordfriesland, i förbundslandet Schleswig-Holstein i norra Tyskland. Kommunen ingår i kommunalförbundet Amt Eiderstedt tillsammans med ytterligare 15 kommuner.
Grundaren av den tyska sociologin, Ferdinand Tönnies (1855–1936), föddes i Oldenswort.